# Octavian Goga
Octavian Goga (1. april 1881 – 7. maj 1938) var en rumænsk digter og politiker.
Goga blev  i Transsylvanien, der dengang var en del af Ungarn, og han var medlem af den rumænske nationalbevægelse. Goga var premierminister i 1937-38.